# Luigi Barral
Pour les articles homonymes, voir Barral.
Ne doit pas être confondu avec Louis Barral.
Luigi Barral, né le 23 mars 1907 à Perosa Argentina et mort le 7 novembre 1962 à Lyon, est un coureur cycliste né italien et naturalisé français en 1949. Professionnel de 1929 à 1939, il a été neuvième du Tour de France 1932. Avec cinq succès, il est détenteur du record du nombre de victoires sur la course de côte Nice-Mont Agel en compagnie de l'espagnol José Gil.

## Biographie
Il meurt des suites d'une mauvaise chute survenue lors d'une course pour vétérans.

## Palmarès
- 1929
  - 6e du Tour de Lombardie
- 1931
  - Tour de Campanie
- 1932
  - Course de côte du mont Faron
  - Grand Prix de Nice
  - 2e du Grand Prix de Cannes
  - 5e de Milan-San Remo
  - 8e du Tour d'Italie
  - 9e du Tour de France
- 1933
  - Nice-Mont Agel
  - 2e de la Course de côte du mont Faron
  - 2e du Tour de Lombardie
  - 3e du Tour de Haute-Savoie
- 1934
  - Nice-Mont Agel
  - Course de côte du mont Faron
  - 3e des Trois vallées varésines
  - 3e du Trophée Colimet-La Turbie
  - 10e du Tour d'Italie
- 1935
  - Grand Prix de Nice
  - Nice-Mont Agel
  - Course de côte de La Turbie
  - 2e de la Course de côte du mont Faron
  - 2e de la Course de côte du Puy de Dôme
  - 3e de Marseille-Nice
  - 3e du Circuit des villes d'eaux d'Auvergne
- 1936
  - Marseille-Nice
  - Nice-Mont Agel
  - Course de côte du Puy de Dôme
  - 3e du Tour du Vaucluse
  - 3e du Tour de Lombardie
- 1937
  - Circuit des cols pyrénéens
  - Course de côte du mont Faron
  - Nice-Mont Agel
  - 2e de la Polymultipliée
  - 3e du Grand Prix de Cannes
- 1938
  - 2e de Nice-Mont Agel
- 1939
  - Course de côte du mont Faron
  - 2e de la Course de côte du mont Coudon

## Résultats sur les grands tours

### Tour de France
1 participation
- 1932 : 9e

### Tour d'Italie
6 participations
- 1930 : abandon
- 1931 : 34e
- 1932 : 8e
- 1933 : abandon (3e étape)
- 1934 : 10e
- 1937 : 15e

### Tour d'Espagne
2 participations
- 1935 : abandon (13e étape[2])
- 1936 : exclu (7e étape)